# Kulturrelativismus
Kulturrelativismus ist ein anthropologisches Herangehen an die Betrachtung verschiedener Kulturen. Ihm liegt die Vorstellung zugrunde, dass die Denkweisen und Handlungen einer Person oder einer Gruppe nur aus einer Innenperspektive heraus verstanden werden können. Demnach folgt jede Kultur eigenen, unabhängig voneinander zu bewertenden Gesetzmäßigkeiten, wodurch pauschale, übergeordnete Verallgemeinerungen bei der Betrachtung nicht zweckdienlich sind. Eine Kultur sollte demnach nicht anhand einer anderen Kultur beschrieben und bewertet werden. Obwohl Kulturrelativismus also eine Methode der Erkenntnisgewinnung und keine eigenständige moralische oder politische Anschauung darstellt, wird er oft als Gegenbegriff einerseits zum Ethnozentrismus, andererseits zum Universalismus betrachtet. 

## Allgemeines
Der Kulturrelativismus versucht, das ethnozentristische Herangehen, das die eigene Kultur als maßgeblich betrachtet und alle anderen Kulturen im Hinblick auf die eigene Weltanschauung beurteilt, zu vermeiden. Er entstand als Reaktion auf das naturalistische Denken des 19. Jahrhunderts. Der Kulturrelativismus betont einen Pluralismus der Kulturen und postuliert, dass Kulturen nicht verglichen oder aus dem Blickwinkel einer anderen Kultur verstanden werden könnten. Insofern ist der Kulturrelativismus eine Variante des Historismus in der Geschichtswissenschaft, der verlangte, jede Zeit aus sich selbst heraus zu verstehen.
Bestimmte kulturelle Verhaltensformen müssten demnach immer im Licht des dazugehörigen Sozial- und Wertesystems und des Kulturverständnisses gesehen werden. Dadurch soll ein wertfreier und vorurteilsfreier interkultureller Austausch erfolgen. Dementsprechend können kulturelle Phänomene nur in ihrem eigenen Kontext verstanden, beurteilt und betrachtet werden (emische Sicht). Anderskulturelle Denkmuster und Verhaltensweisen sind aus ihrer jeweiligen Perspektive heraus als ebenso plausibel und vernünftig zu erachten wie die eigenen. Der Kulturrelativismus wendet sich gegen den Evolutionismus, also gegen die Hierarchisierung menschlicher Gesellschaften auf verschiedene, teleologisch gedachte Entwicklungsstufen. In seiner Extremform verlangt der Kulturrelativismus, auf jede Bewertung fremdkultureller Phänomene und damit auf jegliche Intervention in fremde Kulturen zu verzichten.
Nach Melford Spiro lassen sich drei Arten des Kulturrelativismus unterscheiden: die deskriptive, die normative und die epistemologische Art.
Wichtige Vertreter des Kulturrelativismus sind Franz Boas, Ruth Benedict, Margaret Mead, Ray Birdwhistell und Clifford Geertz. Franz Boas, der den Kulturrelativismus zur zentralen Prämisse kulturwissenschaftlicher Forschung machte, ordnet Spiro der deskriptiven Form zu.

## Kritik
Die werterelativistische Grundhaltung, die dem Kulturrelativismus zugrund liegt, ist umstritten. Dadurch gelten auch Werte wie Menschenrechte nicht universell. In diesem Zusammenhang wird der Begriff des Kulturrelativismus von Befürwortern allgemeingültiger Menschenrechte kritisch verwendet. Die Bewertung oder Abwertung einer Kultur, die die Menschenrechte europäischer Prägung nicht respektiert, wäre nach dem Kulturrelativismus „rassistisch“, „ethnozentrisch“ und „eurozentristisch“, entsprechend könne man die Berücksichtigung der allgemeingültigen Menschenrechte nicht in jeder Kultur verlangen.
Diese Position wird wiederum beispielsweise vom deutsch-syrischen Politikwissenschaftler Bassam Tibi kritisiert. Dieser führt an, es sei gerade rassistisch, Menschen aufgrund der ihnen per Herkunft zugeschriebenen Kultur den Anspruch auf Menschenrechte verweigern zu wollen. Mit solch apodiktischer Argumentation begehe der Kulturrelativismus obendrein einen performativen Selbstwiderspruch, insofern er der westlichen Kultur verbieten wolle, westlich zu handeln, derweil er der orientalischen Kultur orientalisches Handeln gestatten wolle: Die westliche Kultur sei ja ganz wesentlich eine Kritik-Kultur, in welcher kaum noch Tabus oder Kritik-Verbote anerkannt würden; dies solle der Kulturrelativismus dann ebenfalls so akzeptieren. Tibi kritisiert 2017, «dass die Kulturrelativisten, die die Aufklärung bloß für eine europäische Marotte halten, in die Hände der Islamisten arbeiten».
Auch der norwegische Sozialanthropologe Thomas Hylland Eriksen betont, dass im Zuge der Globalisierung die grundlegenden normativen und moralischen Themen der Gegenwart von der anthropologischen Forschung nicht mehr ignoriert werden dürften. Sie müsse auch beispielsweise zu Fragen der Menschenrechten, zu Demokratie und Geschlechterbeziehungen Stellung beziehen, eine neutrale Haltung sei nicht möglich.